# Estelle Winwood
Estelle Winwood fou una actriu anglesa, nascuda el 24 de gener del 1883 a Lee Green (Regne Unit), i traspassada el 20 de juny del 1984 a Woodland Hills, prop de Los Angeles (Estats Units).

## Primers anys
Nascuda Estelle Ruth Goodwin el 1883 a Lee Green,va decidir als cinc anys que volia ser actriu. Amb el suport de la seva mare, però la desaprovació del seu pare, es va formar amb la Lyric Stage Academy de Londres, abans de fer el seu debut professional a Johannesburg a l'edat de 20 anys.Després de treballar al West End de Londres durant molt de temps, Winwood es va traslladar als Estats Units el 1916 i va començar la seva carrera a BroadwayEl seu primer gran èxit va ser un paper a Why Marry?, que es va estrenar el 1917 i va ser guardonat amb el Premi Pulitzer un any més tard. Després d'això van arribar altres papers en obres com Molière, The Red Poppy, Les alegres comares de Windsor i El ventall de Lady Windermere. El 1939 es va fer càrrec d'una producció de La importància de ser Frank, de la qual també en fou la directora.

## Una actriu de cinema i televisió reticent
Com molts actors escènics de la seva època, va expressar una angoixa per les pel·lícules i es va resistir a les ofertes que va rebre durant els anys vint. Finalment, va cedir i va fer el seu debut cinematogràfic a Night Angel (1931), però les seves escenes van ser eliminades abans de l'estrena de la pel·lícula. Només en 1937, Winwood, llavors de 54 anys, va fer el seu primer paper cinematogràfic principal, al costat de Katharine Hepburn, a Olívia. El 1946 va debutar en una pel·lícula de televisió amb Blithe Spirit, una comèdia fantàstica de Noël Coward. Durant els anys cinquanta, va aparèixer amb més freqüència a la televisió que al cinema, en sèries com ara Robert Montgomery Presents, Alfred Hitchcock Presents, i The Donna Reed Show. Va interpretar el personatge Hortense a l'episodi "Where's There's a Will" (30 d'agost del 1960) de la comèdia de situació de l'ABC The Real McCoys, protagonitzada per Walter Brennan. Les seves poques pel·lícules d'aquest període inclouene The Glass Slipper (1955), El cigne (1956), i 23 Paces to Baker Street (1956).
Els seus altres crèdits cinematogràfics inclouen Darby O'Gill and the Little People (1959), Vides rebels (1961), L'espasa màgica (1962), La misteriosa dama de negre (1962), Dead Ringer (1964), Camelot (1967) i Els productors (1967). Més tard va denigrar l'última pel·lícula, tot dient que no podia imaginar per què l'havia feta excepte pels diners.
Les seves altres feines per a la televisió inclouen papers d'artista convidada a Dennis the Menace, The Twilight Zone, Thriller, Dr. Kildare, The Man from U.N.C.L.E., The Name of the Game, Bewitched, Batman, Love, American Style, Cannon, Police Story, The FBI, i l'últim episodi de Perry Mason, titulat "The Case of the Final Fade-Out", en el qual interpreta una actriu gran que acaba com a segona acusada.
L'aparició final de Winwood a una pel·lícula, ja amb 92 anys,fou a Un cadàver a les postres (1976), on interpreta l'antiga infermera d'Elsa Lanchester. En aquesta pel·lícula, apareix amb altres actors veterans enganyant alguns dels personatges detectivescs més populars en assassinats misteriosos del cinema i televisió (Dick i Dora Charleston, Jessica Marbles, etc.).
Quan va assumir el seu paper televisiu més important, en un episodi televisiu de Quincy, es va convertir oficialment, als 96 anys, en l'actriu més gran en actiu als Estats Units, superant per poc la també actriu britànica Ethel Griffies. Va continuar fent aparicions fins als 100 anys.

## Vida personal
Winwood es va casar quatre vegades, un cop amb el director de teatre i de cinema i productor Guthrie McClintic. Un altre matrimoni fou amb Arthur Chesney. Winwood no va tenir fill amb cap dels seus matrimonis.
Va ser molt bona amiga de Tallulah Bankhead, que va morir el 1968. Bankhead, les actrius Eva Le Gallienne i Blyth Daly, i ella, van ser anomenades "Les quatres genets de l'Algonquin" en els primers anys del cinema mut, a causa de les seves aparicions juntes a la "Taula rodona d'Algonquin".
Winwood va aparèixer com a personatge al final de la novel·la inacabada de Truman Capote Pregàries ateses. En aquesta obra, on apareix amb el seu nom rea, assisteix a un sopar de borratxos amb Bankhead, Dorothy Parker, Montgomery Clift, i el narrador de la novel·la, P.B. Jones.
En arribar als 100 anys, se li va preguntar com se sentia en haver viscut tant de temps. La seva resposta va ser: "Que n'ets de groller en recordar-m'ho !". Bette Davis, coprotagonista a Dead Ringer, va ser fotografiada al costat de Winwood per a l'ocasió a Hollywood, Califòrnia.
Winwood va morir mentre dormia a Woodland Hills, el 1984, als 101 anys. Va ser enterrada al Westwood Village Memorial Park Cemetery.

## Filmografia
| Any  | Títol                              | Paper                                         | Notes                   |
| ---- | ---------------------------------- | --------------------------------------------- | ----------------------- |
| 1931 | The Night Angel                    |                                               | (escenes suprimides)    |
| 1933 | The House of Trent                 | Charlotte                                     |                         |
| 1937 | Olívia                             | Mary Willoughby                               |                         |
| 1946 | Blithe Spirit                      | Madame Arcati                                 | Pel·lícula de televisió |
| 1953 | Main Street to Broadway            | Estelle Winwood - Primera noctàmbula          | No acreditat            |
| 1955 | The Glass Slipper                  | Mrs. Toquet                                   |                         |
| 1956 | El cigne                           | Symphorosa                                    |                         |
| 1956 | 23 Paces to Baker Street           | Cambrera a The Eagle                          |                         |
| 1958 | This Happy Feeling                 | Mrs. Early                                    |                         |
| 1959 | Darby O'Gill and the Little People | Sheelah Sugrue                                |                         |
| 1959 | Alive and Kicking                  | Mabel                                         |                         |
| 1961 | The Misfits                        | Senyora de l'església recollint diners al bar |                         |
| 1962 | L'espasa màgica                    | Sybil                                         |                         |
| 1962 | The Notorious Landlady             | Mrs. Dunhill                                  |                         |
| 1962 | The Cabinet of Caligari            | Ruth                                          |                         |
| 1964 | Dead Ringer                        | Dona Anna                                     |                         |
| 1967 | Camelot                            | Lady Clarinda                                 |                         |
| 1967 | Games                              | Miss Beattie                                  |                         |
| 1967 | Els productors                     | "Hold Me! Touch Me!"                          |                         |
| 1970 | Jenny                              |                                               |                         |
| 1971 | Decisions! Decisions!              |                                               | Pel·lícula de televisió |
| 1976 | Un cadàver a les postres           | Infermera                                     |                         |